# Exetastes tobiasi
Exetastes tobiasi är en stekelart som beskrevs av Kuslitzky 2007. Exetastes tobiasi ingår i släktet Exetastes och familjen brokparasitsteklar. Inga underarter finns listade i Catalogue of Life.